# Campionat d'Espanya de tennis de taula
El Campionat d'Espanya de tennis de taula és una competició esportiva de tennis de taula, creat l'any 1946. De caràcter anual, està organitzat per la Reial Federació Espanyola de Tennis de Taula (RFETM). En l'edició de 2021 a causa de la pandèmia de COVID-19 es van cancel·lar les competicions de dobles.
En categoria masculina, el palista andalús Carlos Machado és el dominador de la competició amb onze títols (2001, 2004, 2006, 2008-14, 2018), seguit de Josep Maria Palés amb nou (1977, 1978, 1980, 1983, 1985-88, 1992) i de Jordi Palés (1960-62, 1968-71, 1973) i Roberto Casares (1989-91, 1993-97) amb vuit cadascun. En categoria femenina, destaquen els vuit títols individuals assolits per Montserrat Sanahuja (1974, 1978-85), seguit pels set Pilar Lupón (1969, 1971-73, 1976, 1977, 1980), d'Anna Maria Godes (1986-92) i de Gàlia Dvorak (2002-05, 2017, 2018, 2021).

## Historial
| Edició  | Data | Ind. masculí         | Ind. femení         | Dobles masculí                       | Dobles femení                         | Dobles mixtos                         | Seu                                     | refs.         |
| ------- | ---- | -------------------- | ------------------- | ------------------------------------ | ------------------------------------- | ------------------------------------- | --------------------------------------- | ------------- |
| I       | 1943 | Pere Pagés           | Cruz Morey          | Jaume Capdevila Joan Josep Petit     | Cruz Morey Concepció Morey            | Conxita Panadès Jaume Capdevila       | Frontó Condal, Barcelona                | [ 2 ] [ 3 ]   |
| II      | 1944 | Albert Dueso         | Dolors Moliné       | Jaume Capdevila Joan Tarragon        | Cruz Morey Concepció Morey            | Maria Teresa Bial Jaume Capdevila     | Frontó Condal, Barcelona                | [ 4 ] [ 5 ]   |
| III     | 1946 | Albert Dueso         | Dolors Moliné       | Albert Dueso Miguel Aguerri          | Dolors Moliné Matilde Matheos         | Dolors Moliné Joan Brugada            | Salón Salamanca, Madrid                 | [ 6 ] [ 7 ]   |
| IV      | 1948 | Albert Dueso         | Dolors Moliné       | Albert Dueso Josep Maria Ramon       | Dolors Moliné Matilde Matheos         | Dolors Moliné Bassa                   | Salón Salamanca, Madrid                 | [ 8 ] [ 9 ]   |
| V       | 1949 | Albert Dueso         | Dolors Moliné       | Miguel Aguerri Pérez                 | Dolors Moliné Matilde Matheos         | Dolors Moliné Bassa                   | Saló Iris, Barcelona                    | [ 10 ]        |
| VI      | 1951 | Albert Dueso         | Dolors Moliné       | Albert Dueso Jaume Capdevila         | Dolors Moliné Matilde Matheos         | Dolors Moliné Albert Dueso            | Frontó Fiesta Alegre, Madrid            | [ 11 ]        |
| VII     | 1952 | Carles Gadea         | Mercè Solsona       | Jaume Capdevila Carles Gadea         | Mercè Solsona Isabel Bas              | Mercè Solsona Jaume Capdevila         | Frontó Fiesta Alegre, Madrid            | [ 12 ]        |
| VIII    | 1953 | Josep Maria Ramon    | Maria Teresa Grau   | Josep Maria Ramon Jordi Palés        | Alícia Guri Mercè Solsona             | Alícia Guri Carles Gadea              | Vigo                                    | [ 13 ]        |
| IX      | 1954 | Albert Dueso         | Alícia Guri         | Salomó Salich                        | Alícia Guri Mercè Solsona             | Pilar Vidal Salich                    | Casino, Salamanca                       | [ 14 ] [ 15 ] |
| X       | 1955 | Carles Gadea         | Alícia Guri         | Joan Tarragon Josep Lhorman          | Alícia Guri Mercè Solsona             | Mercè Solsona Albert Dueso            |                                         |               |
| XI      | 1956 | Juan Castillo        | Alícia Guri         | Albert Dueso Miguel Aguerri          | Alícia Guri Mercè Solsona             |                                       |                                         |               |
| XII     | 1957 | Martí Olivar         | Nacha Hospital      | Jordi Palés Josep Maria Palés        | Nacha Hospital Carme Casas            |                                       | Santander                               | [ 16 ]        |
| XIII    | 1958 | Albert Dueso         | Nacha Hospital      | Josep Maria Ramon Martí Olivar       | Nacha Hospital Carme Casas            |                                       |                                         |               |
| XIV     | 1959 | Josep Maria Palés    | Nacha Hospital      | Juan Castillo · Buitrago             | Nacha Hospital Carme Casas            |                                       |                                         |               |
| XV      | 1960 | Jordi Palés          | Nacha Hospital      | Jordi Palés Josep Maria Palés        | Nacha Hospital Alícia Guri            |                                       | Palau d'Esports de Barcelona            | [ 17 ]        |
| XVI     | 1961 | Jordi Palés          | Nacha Hospital      | Jordi Palés Josep Maria Palés        | Nacha Hospital Alícia Guri            | Nacha Hospital Josep Maria Ramon      | Palau d'Esports de Barcelona            | [ 18 ]        |
| XVII    | 1962 | Jordi Palés          | Anna Maria Navarro  | Josep Maria Ramon Huecas             | Anna Maria Navarro Irene Nuño         | Anna Maria Navarro Palés              | Oviedo                                  | [ 19 ]        |
| XVIII   | 1963 | Jordi Ibáñez         | Nacha Hospital      | Jordi Palés Josep Maria Palés        | Nacha Hospital Montserrat Guiamet     | Nacha Hospital Jordi Ibáñez           | Sant Sebastià                           | [ 20 ] [ 21 ] |
| XIX     | 1964 | Martí Olivar         | Montserrat Guiamet  | Jordi Palés Josep Maria Palés        | Montserrat Guiamet Maria Rosa Riumbau | Maria Rosa Riumbau Joan Marquès       | Pavelló Hijos de J. Barrera, Vigo       | [ 22 ]        |
| XX      | 1965 | Martí Olivar         | Maria Rosa Riumbau  | Jordi Ibáñez Joan Salvia             | Isabel Moreu Margarida Recasens       | Maria Rosa Riumbau · Juan Castillo    | Palau dels Esports, Madrid              | [ 23 ]        |
| XXI     | 1966 | Jordi Ibáñez         | Isabel Moreu        | Juan Castillo · Ramón Elorza         | M.L. Acebo · Martínez                 | Maria Rosa Riumbau · Juan Castillo    | Reus                                    | [ 24 ] [ 25 ] |
| XXII    | 1967 | Juan Castillo        | Mercè Foz           | Juan Castillo · Ramón Elorza         | Isabel Moreu Margarida Recasens       | Anna Maria Navarro Palés              | Pavelló Municipal d'Esports, Girona     | [ 26 ]        |
| XXIII   | 1968 | Jordi Palés          | Maria Rosa Riumbau  | Jordi Palés Ramon Fonollà            | Mercè Foz Montserrat Foz              | Montserrat Foz Josep Maria Palés      | Sevilla                                 | [ 27 ]        |
| XXIV    | 1969 | Jordi Palés          | Pilar Lupón         | Joan Salvia Joan Marquès             | Mercè Foz Montserrat Foz              | Mercè Foz Jordi Palés                 | Palau Municipal d'Esports, Barcelona    | [ 28 ]        |
| XXV     | 1970 | Jordi Palés          | Maria Pitel         | Juan Castillo · Aurelio Burgos       | Mercè Foz Montserrat Foz              | Mercè Foz Jordi Palés                 | Madrid                                  | [ 29 ]        |
| XXVI    | 1971 | Jordi Palés          | Pilar Lupón         | Josep Maria Palés Joan Sureda        | Acebo · Martínez                      | Pilar Lupón Josep Maria Palés         | Jerez de la Frontera                    | [ 30 ]        |
| XXVII   | 1972 | Juan Castillo        | Pilar Lupón         | Juan Castillo · Aurelio Burgos       | Pilar Lupón Joaquima Messeguer        | Alex Lupón                            | Universitat Laboral de Xest             | [ 31 ]        |
| XXVIII  | 1973 | Jordi Palés          | Pilar Lupón         | Orlando Saña Robert Navarro          | Mercè Foz Montserrat Sanahuja         | Mercè Foz Jordi Palés                 |                                         |               |
| XXIX    | 1974 | Josep Feliú II       | Montserrat Sanahuja | Orlando Saña Robert Navarro          | Bros Clapés                           | Orlando Saña                          |                                         |               |
| XXX     | 1975 | Josep Lupón          | Lola Uribe          | Joan Sureda Josep Feliú II           | Montserrat Sanahuja Elena Serra       | Pilar Lupón Josep Lupón               | Reus                                    |               |
| XXXI    | 1976 | Josep Lupón          | Pilar Lupón         | Joan Sureda Josep Feliú II           | Pilar Lupón Pura Osorio               | Pilar Lupón Josep Lupón               | Granada                                 | [ 32 ]        |
| XXXII   | 1977 | Josep María Palés    | Pilar Lupón         | Orlando Saña Robert Navarro          | Montserrat Sanahuja Elena Serra       | Montserrat Sanahuja Orlando Saña      | Palau Municipal d'Esports, Barcelona    | [ 33 ]        |
| XXXIII  | 1978 | Josep María Palés    | Montserrat Sanahuja | Salvador Molés Ramón Junyent         | Pilar Gargallo Anna Maria Fábregas    |                                       |                                         |               |
| XXXIV   | 1979 | Ismael Caymel        | Montserrat Sanahuja | Josep María Palés Josep Lupón        | Montserrat Sanahuja Elena Serra       | Elena Serra Orlando Saña              | Segòvia                                 | [ 34 ]        |
| XXXV    | 1980 | Josep María Palés    | Pilar Lupón         | Ismael Caymel Lluís Calvo            | Pilar Lupón Pilar Gargallo            |                                       |                                         |               |
| XXXVI   | 1981 | Ismael Caymel        | Montserrat Sanahuja | Josep María Palés Salvador Molés     | Montserrat Sanahuja Elena Serra       | Montserrat Sanahuja Josep María Palés | Girona                                  | [ 35 ]        |
| XXXVII  | 1982 | David Sánchez        | Montserrat Sanahuja | David Sánchez Manuel Quijano         | Pilar Lupón Pilar Gargallo            | Pilar Lupón Lupón                     | Almeria                                 | [ 36 ]        |
| XXXVIII | 1983 | Josep María Palés    | Montserrat Sanahuja | Josep María Palés Salvador Molés     | Araceli Domènech Pilar Gargallo       |                                       | Luarca                                  |               |
| XXXIX   | 1984 | Roberto Casares      | Montserrat Sanahuja | Josep María Palés Salvador Molés     | Montserrat Sanahuja Araceli Domènech  |                                       | Pavelló Francisco Laporta, Alcoi        | [ 37 ]        |
| XL      | 1985 | Josep María Palés    | Montserrat Sanahuja | Josep María Palés Salvador Molés     | Montserrat Sanahuja Araceli Domènech  | Montserrat Sanahuja Josep María Palés | San Sebastián de los Reyes              | [ 38 ]        |
| XLI     | 1986 | Josep María Palés    | Ana María Godes     | Josep María Palés Salvador Molés     | Ana María Godes Araceli Domènech      | M. Weisz Badia                        | Múrcia                                  |               |
| XLII    | 1987 | Josep María Palés    | Ana María Godes     | Josep María Palés Salvador Molés     | Mònica Weisz Montse Weisz             | Ana María Godes Caimel                | Vinaròs                                 | [ 39 ]        |
| XLIII   | 1988 | Josep María Palés    | Ana María Godes     | Josep María Palés Salvador Molés     | Ana María Godes Araceli Domènech      |                                       |                                         |               |
| XLIV    | 1989 | Roberto Casares      | Ana María Godes     | Josep María Palés Salvador Molés     | Mònica Weisz Montse Weisz             | Ana María Godes Josep María Palés     | Mèrida                                  | [ 40 ]        |
| XLV     | 1990 | Roberto Casares      | Ana María Godes     | Roberto Casares Pere Weisz           | Mònica Weisz Montse Weisz             | Ana María Godes Josep María Palés     | Avilés                                  | [ 41 ]        |
| XLVI    | 1991 | Roberto Casares      | Ana María Godes     | Roberto Casares Pere Weisz           | Ana María Godes Glòria Gauchia        | Ana María Godes Josep María Palés     | Narón                                   | [ 42 ]        |
| XLVII   | 1992 | Josep María Palés    | Ana María Godes     | Ismael Caymel Pere Weisz             | Ana María Godes Glòria Gauchia        |                                       | Puerto Real                             |               |
| XLVIII  | 1993 | Roberto Casares      | Núria Badia         | Ismael Caymel Pere Weisz             | Mònica Weisz Montse Weisz             |                                       | Bagà                                    |               |
| XLIX    | 1994 | Roberto Casares      | Núria Badia         | Ismael Caymel Pere Weisz             | Mònica Weisz Montse Weisz             |                                       | Cartagena                               |               |
| L       | 1995 | Roberto Casares      | Mònica Weisz        | Ismael Caymel Pere Weisz             | Mònica Weisz Montse Weisz             |                                       | Granada                                 |               |
| LI      | 1996 | Roberto Casares      | Sara Pérez          | Alfredo Carneros Daniel Torres       | Marta Ylla-Català Elisabet Arnau      | Roser Vilà Daniel Torres              | Cartagena                               | [ 43 ]        |
| LII     | 1997 | Roberto Casares      | Roser Vilà          | Alfredo Carneros Daniel Torres       | Roser Vilà Sara Pérez                 | Sara Pérez Sevilla                    | Cadis                                   |               |
| LIII    | 1998 | Víctor Sánchez       | Roser Vilà          | Alfredo Carneros Daniel Torres       | Marta Ylla-Català Mònica Weisz        |                                       | Poliesportiu de Pisuerga, Valladolid    | [ 44 ]        |
| LIV     | 1999 | Alfredo Carneros     | Sara Pérez          | Alfredo Carneros Daniel Torres       | Marta Ylla-Català Roser Vilà          |                                       | El Puerto de Santa María                |               |
| LV      | 2000 | Víctor Sánchez       | Roser Vilà          | Alfredo Carneros Daniel Torres       | Marta Ylla-Català Elisabet Arnau      |                                       | Burgos                                  |               |
| LVI     | 2001 | Carlos Machado       | Alba Prades         | Juan Bautista Sevilla Víctor Sánchez | Marta Ylla-Català Alba Prades         |                                       | Cartagena                               |               |
| LVII    | 2002 | Alfredo Carneros     | Gàlia Dvorak        | Juan Bautista Sevilla Víctor Sánchez | Sara Ramírez Gàlia Dvorak             | Gloria Panadero Alfredo Carneros      | Salamanca                               | [ 45 ]        |
| LVIII   | 2003 | He Zhi Wen           | Gàlia Dvorak        | Alfredo Carneros Daniel Torres       | Sara Ramírez Gàlia Dvorak             | Gàlia Dvorak Víctor Sánchez           | Santiago de Compostel·la                | [ 46 ]        |
| LIX     | 2004 | Carlos Machado       | Gàlia Dvorak        | Alfredo Carneros Daniel Torres       | Jéssica Hernández Alba Prades         | Gàlia Dvorak Víctor Sánchez           | Ceuta                                   | [ 47 ]        |
| LX      | 2005 | Víctor Sánchez       | Gàlia Dvorak        | Alfredo Carneros Daniel Torres       | Sara Ramírez Gàlia Dvorak             | Sara Ramírez Marc Duran               | Les Borges Blanques                     | [ 48 ]        |
| LXI     | 2006 | Carlos Machado       | Sara Ramírez        | Jose Luis Machado Carlos Machado     | Sara Ramírez Gàlia Dvorak             | Sara Ramírez Víctor Sánchez           | Cartagena                               | [ 49 ]        |
| LXII    | 2007 | Víctor Sánchez       | Sara Ramírez        | Marc Duran Oriol Monzó               | Sara Ramírez Gàlia Dvorak             | N/D                                   | Cartagena                               | [ 50 ]        |
| LXIII   | 2008 | Carlos Machado       | Shen Yanfei         | Alfredo Carneros Daniel Torres       | Fang Zhu · Shen Yanfei                | N/D                                   | Burguillos                              | [ 51 ]        |
| LXIV    | 2009 | Carlos Machado       | Sara Ramírez        | Alfredo Carneros Daniel Torres       | Sara Ramírez Anna Badosa              | N/D                                   | Collado Mediano                         | [ 52 ]        |
| LXV     | 2010 | Carlos Machado       | Fang Zhu            | Endika Díez Alvaro Robles            | Fang Zhu Gàlia Dvorak                 | N/D                                   | Antequera                               | [ 53 ]        |
| LXVI    | 2011 | Carlos Machado       | Shen Yanfei         | Marc Duran Oriol Monzó               | Shen Yanfei · Fang Zhu                | N/D                                   | Almeria                                 | [ 54 ]        |
| LXVII   | 2012 | Carlos Machado       | Sara Ramírez        | Endika Díez Alvaro Robles            | Sara Ramírez Gàlia Dvorak             | N/D                                   | Almeria                                 | [ 55 ]        |
| LXVIII  | 2013 | Carlos Machado       | Sara Ramírez        | Marc Duran Oriol Monzó               | Sara Ramírez Jéssica Hernández        | N/D                                   | Pontevedra                              | [ 56 ]        |
| LXIX    | 2014 | Carlos Machado       | Maria Xiao          | Marc Duran Oriol Monzó               | Maria Xiao Fang Zhu                   | N/D                                   | Antequera                               | [ 57 ]        |
| LXX     | 2015 | Marc Duran           | Maria Xiao          | Marc Duran Oriol Monzó               | Laura Ramírez Raquel Bonilla          | N/D                                   | Antequera                               | [ 58 ]        |
| LXXI    | 2016 | Jesús Cantero        | Maria Xiao          | Marc Duran Oriol Monzó               | Sara Ramírez Maria Xiao               | N/D                                   | Blanes                                  | [ 59 ]        |
| LXXII   | 2017 | Alvaro Robles        | Gàlia Dvorak        | Endika Díez Alvaro Robles            | Sara Ramírez Maria Xiao               | N/D                                   | Almeria                                 | [ 60 ]        |
| LXXIII  | 2018 | Carlos Machado       | Gàlia Dvorak        | Marc Duran Oriol Monzó               | Sara Ramírez Raquel Bonilla           | N/D                                   | Antequera                               | [ 61 ]        |
| LXXIV   | 2019 | Alvaro Robles        | Sofia-Xuan Zhang    | Endika Díez Alvaro Robles            | Ana García Sofia-Xuan Zhang           | Sofia-Xuan Zhang Carlos Caballero     | Guadalajara                             | [ 62 ]        |
| LXXV    | 2020 | Endika Díez          | Claudia Caymel      | Miguel Ángel Vilchez Carlos Franco   | Marina Ñiguez Alba Fernández          | Ana García Jesús Cantero              | Benimàmet                               | [ 63 ] [ 64 ] |
| LXXVI   | 2021 | Alvaro Robles        | Gàlia Dvorak        | No es disputà                        | No es disputà                         | No es disputà                         | Almeria                                 | [ 65 ]        |
| LXXVII  | 2022 | Marc Duran           | Sofia-Xuan Zhang    | Marc Duran Oriol Monzó               | Sílvia Coll Sofia-Xuan Zhang          | Sofia-Xuan Zhang Carlos Caballero     | Santander                               | [ 66 ]        |
| LXXVIII | 2023 | Marc Duran           | Natalya Prosvirnina | Miguel Angel Vilchez Carlos Franco   | Eugenia Sastre Ainhoa Cristobal       | Maria Xiao Jesús Cantero              | Olivo Arena, Jaén                       |               |
| LXXIX   | 2024 | Rafael De Las Heras  | Maria Xiao          | Álvaro Gainza Juan Pérez             | Natalya Prosvirnina Marija Galonja    | Jana Riera Juan Pérez                 | Palau d'Esports de Catalunya, Tarragona | [ 67 ]        |
| LXXX    | 2025 | Miguel Angel Vilchez | Maria Xiao          | Diego Lillo Alberto Lillo            | Sofia-Xuan Zhang Maria Berzosa        | Maria Berzosa Daniel Berzosa          | Palau d'Esports de Catalunya, Tarragona |               |